# Studencki Klub Górski
Studencki Klub Górski (SKG) – organizacja turystyczna działająca przy Uniwersytecie Warszawskim, powstała w 1976 roku. Klub ma status stowarzyszenia i prowadzi działalność non-profit w oparciu o pracę społeczną swoich członków. Jego celem jest propagowanie turystyki górskiej oraz aktywnego wypoczynku wśród studentów i absolwentów uczelni wyższych.

## Historia
Studencki Klub Górski został założony w 1976 roku przez studentów Wydziału Psychologii Uniwersytetu Warszawskiego: Ewę Złotowską, Andrzeja Ochremiaka, Jacka Salaka i Piotra Zarembę. Początkowo funkcjonował jako jedno z kół Polskiego Towarzystwa Turystyczno-Krajoznawczego (PTTK). W 1993 roku uzyskał osobowość prawną i został zarejestrowany jako stowarzyszenie w Krajowym Rejestrze Sądowym.
Klub posiada własny statut i władze, a jego działalność opiera się na społecznej pracy członków. Finansowanie działalności pochodzi głównie ze składek członkowskich i darowizn, a także z dotacji samorządu terytorialnego i samorządu studenckiego. Od 2001 r. SKG posiada uprawnienia państwowe do przeprowadzania kursów na przewodnika beskidzkiego klasy trzeciej. 

## Wyjazdy i wyprawy
SKG organizuje wyjazdy otwarte dla osób spoza klubu. Są to weekendowe rajdy po polskich lub ościennych pasmach górskich, lub tygodniowe i dłuższe obozy wędrowne, a także stacjonarne imprezy w górach, np. wyjazdy sylwestrowe, rajdy okolicznościowe, a także wyjazdy rowerowe i szkolenia medyczne.
Członkowie klubu i jego sympatycy regularnie odwiedzają Beskidy, Tatry oraz Sudety, wyjeżdżają równie często w góry Czech, Słowacji, Ukrainy, Rosji, Rumunii, Bułgarii, bywają w Alpach, Pirenejach i Dolomitach, odwiedzili gejzery Islandii i fiordy Skandynawii. 
Klub zorganizował m.in. wielotygodniowe, samodzielnie ekspedycje, przede wszystkim w góry Azji: Himalaje, Karakorum, Tienszan, Pamir, Ałtaj, Barguziny, Kodar, Changaj mongolski czy Kaukaz, a także do Ameryki Południowej. Członkowie Klubu zdobyli Elbrus (5642 m) i Aconcaguę (6962 m). Wyprawy klubowe dotarły również do Chin i Nowej Zelandii, na Kamczatkę i Półwysep Kolski oraz Ural Polarny (zimą). Klubowi kolarze objechali całą Skandynawię, przemierzyli słynną Karakoram Highway, wjechali na najwyższą przejezdną przełęcz na świecie – Khardung La (5602 m n.p.m.), wytyczali trasy po bezdrożach Kirgistanu. Wyjazdy klubowe mają na celu połączenie elementów krajoznawczych, turystycznych, często nawet sportowych (alpinizm) oraz etnograficznych, architektonicznych, kulturowych i historycznych.
Relacje z wyjazdów można znaleźć na stronie http://www.skg.uw.edu.pl/relacje

## Kurs Przewodników Górskich SKG

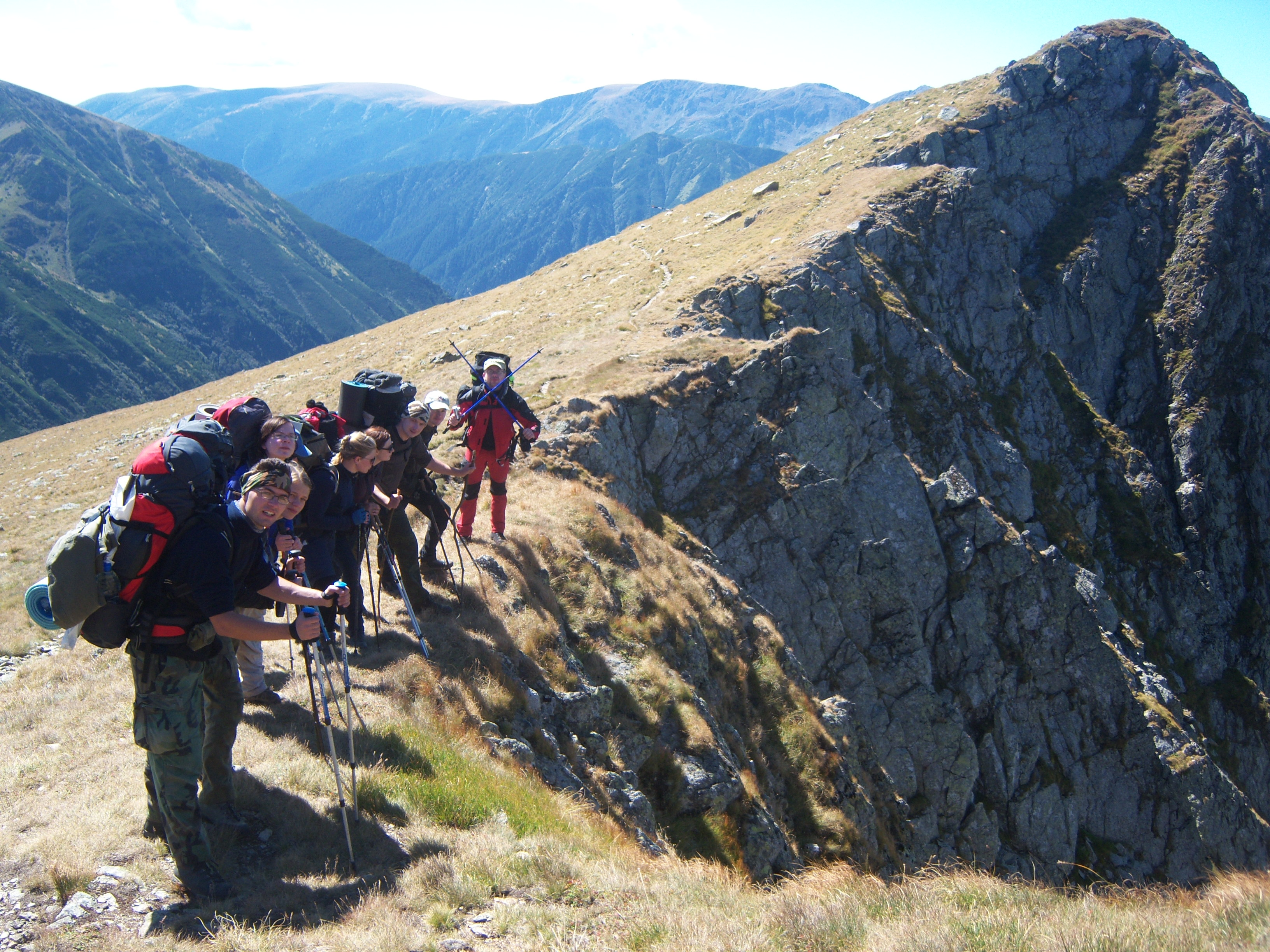
Wyjazd Letni w Fogarasze (wrzesień 2011)

Oprócz eksploracji nowych terenów działania Studenckiego Klubu Górskiego zmierzają ku kształceniu nowych kadr turystycznych i przewodnickich. Od 1981 roku corocznie prowadzony jest Kurs Przewodników Górskich SKG. Decyzją Wojewody Mazowieckiego (nr IER.III/4034/3-UGB/1/2/2001 z dnia 22 listopada 2001) SKG posiada uprawnienia państwowe do przeprowadzania kursów na przewodnika beskidzkiego klasy trzeciej. Kurs obejmuje zarówno zajęcia praktyczne, jak i wykłady teoretyczne. Kandydaci na kursantów przechodzą "test" w postaci manewrów nizinnych odbywających się w Puszczy Białej. Odbywają się one w dwóch terminach, w ciągu przedostatniego i ostatni weekendu października. Po ich pozytywnym przejściu kursanci mają obowiązek wyjazdu na trzy jesienno-zimowe weekendowe wyjazdy szkoleniowe oraz tygodniowy wyjazd zimowy pokrywający się z feriami akademickimi. W trakcie następnego etapu przechodzą szkolenie w zakresie udzielania pierwszej pomocy oraz odbywają wyjazd krajoznawczy. Następnie wyruszają na posiadające charakter egzaminów: tygodniowe przejście wiosenne w polskich Beskidach na przełomie kwietnia i maja oraz dwutygodniowy obóz letni w Karpatach ukraińskich bądź rumuńskich w lipcu lub sierpniu. Cykl wykładów kursowych obejmuje zagadnienia związane z dziejami Polski, historią turystyki, etnografią, architekturą, przyrodą, geologią, meteorologią i topografią gór, metodyką i psychologią prowadzenia grupy. Ich zaliczanie odbywa się w trakcie trzech sesji. Absolwenci kursu zobowiązani są do odbycia praktyki przewodnickiej, po której otrzymują tytuł Przewodnika SKG wraz ze specjalnie zaprojektowaną blachą i polarem przewodnickim. 

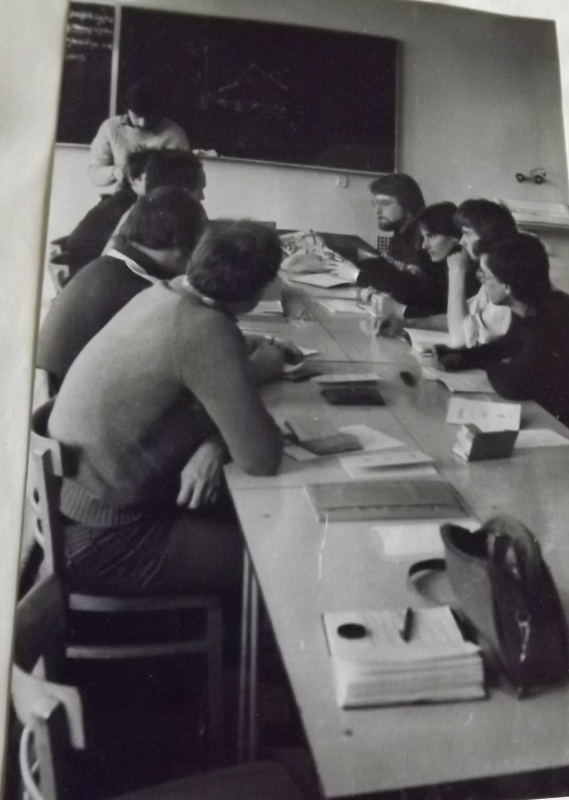
Wykład kursowy (1982)
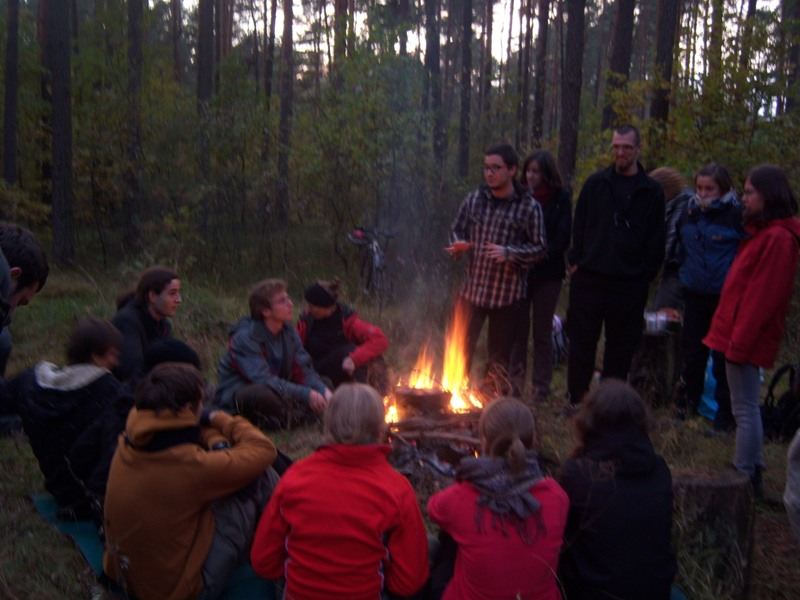
Manewry Nizinne (październik 2011)
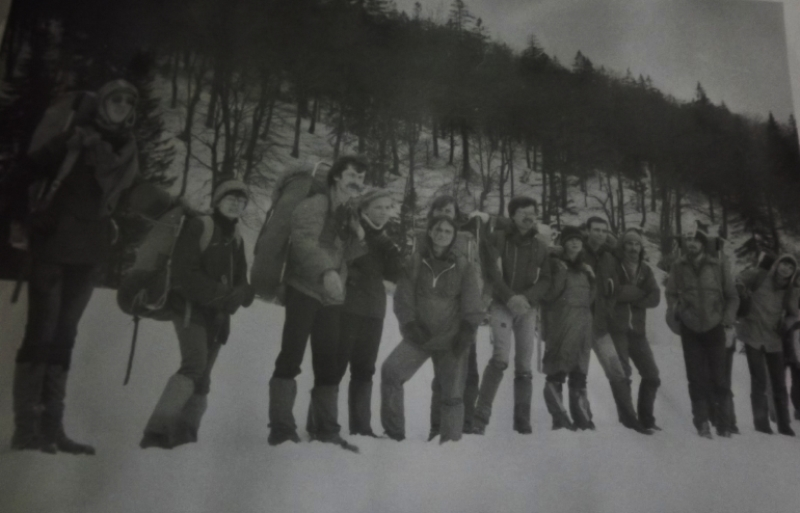
Przejście Zimowe (luty 1984)

Relacje z wyjazdów kursowych znajdują się na http://www.skg.uw.edu.pl/relacje-z-kursu

## Sekcja wysokogórska
Od jesieni 2002 roku SKG prowadzi Kurs Wysokogórski. Jego inicjatorem był taternik i działacz klubu Paweł Winiszewski. Dzięki doświadczonym instruktorom i najlepszej jakości sprzętowi, szkolenie to jest konkurencyjne nawet dla kursów organizowanych przez PZA. W ramach kursu wysokogórskiego odbywają się wykłady i zajęcia praktyczne. Zajęcia teoretyczne poświęcone są sprzętowi i wyposażeniu turystycznemu, turystyce zimowej oraz niebezpieczeństwom gór. Część praktyczna odbywa się podczas spotkań na ściance klubowej w XLI Liceum Ogólnokształcącym im. Joachima Lelewela przy ul. Kiwerskiej 3. Oprócz tego w lutym i marcu w rejonie Morskiego Oka odbywają się szkoleniowe wyjazdy zimowe. W ich trakcie kursanci nabywają umiejętności techniczne jak np. poruszanie się w rakach, asekuracja przy pomocy czekana, budowa jamy śnieżnej, użycie elementów asekuracyjnych: haki, śruby lodowe, igły do traw, pętle. W programie są także ćwiczenia nawigacyjne i lawinowe. Pierwsze z nich polega na wyznaczeniu trasy i jej przejściu z użyciem mapy, kompasu i altimetru. Drugie zaś na wykonywaniu przekrojów pokrywy śnieżnej i prób lawinowych, poszukiwaniu "ofiary" za pomocą detektorów i sond lawinowych.
Do roku 2012 przez Kurs Wysokogórski przewinęło się ponad 100 osób i odbyło się wiele wyjazdów kursowych i indywidualnych a także spotkań filmowych.

## Baza namiotowa
Od 1989 roku SKG posiada własną bazę namiotową "Madejowe Łoże" w Podwilku na Orawie.

## Biblioteka Górska
Od 1982 roku w Klubie istnieje uporządkowana i skatalogowana biblioteka posiadająca w swych zbiorach wiele książek, przewodników i map, zarówno polskich jak i zagranicznych. W zbiorach Biblioteki znajduje się kilka tysięcy egzemplarzy. Są wśród nich takie, które pamiętają początki działalności biblioteki i niedawno wydane. Dzięki stałej współpracy z rozmaitymi wydawnictwami, do Biblioteki stale napływają nowe pozycje.
Biblioteka znajduje się w siedzibie SKG (ul. Krakowskie Przedmieście 24, budynek Zarządu Samorządu Studentów, II piętro, sala 210), czynna jest w każdą środę, w godz. 18:00 - 19:00, możliwe jest również ustalenie z bibliotekarzami innego terminu.

## Działalność informacyjno-wydawnicza
Od 1978 roku ukazywał się „Informator Klubu”, zaś jego kontynuacją stał się „Biuletyn SKG” zawierający informacje na temat bieżącej działalności Klubu, wyjazdów klubowych, felietony i wywiady z polskimi podróżnikami, alpinistami i himalaistami. SKG wydał również kilka wydawnictw o charakterze monograficznym przedstawiających miejsca w Polsce i za granicą. 

## Pokazy slajdów
Klub organizuje również pokazy slajdów (tzw. slajdowiska), pokazy filmów oraz wystawy fotografii z egzotycznych miejsc na całym świecie. Pokazywane są zarówno dokonania SKG, jak i zaproszonych gości. Gościli w klubie m.in.: Anna Czerwińska, Andrzej Zawada, Leszek Cichy, Krzysztof Wielicki, Marek Kamiński, Ryszard Czajkowski, Jerzy Majcherczyk, Elżbieta Dzikowska, Piotr Morawski oraz Anna Milewska. Slajdowiska odbywają się w każdą środę o godz. 20:15 w budynku Starego BUW-u (Kampus Główny na Krakowskim Przedmieściu).

## Siedziba Klubu
Siedziba Klubu znajduje się w budynku Zarządu Samorządu Studentów UW przy Krakowskim Przedmieściu 24 na II piętrze w sali 210, gdzie w każdą środę o godz. 18:00 odbywają się spotkania klubowe.